# 2004년 레코파 수다메리카나
2004년 레코파 수다메리카나(2004 Recopa Sudamericana)는 2004년 9월 7일에 열린 11번째 레코파 수다메리카나 대회이다. 미국 포트로더데일에 위치한 록하트 스타디움에서 단판 승부 형식으로 진행되었으며 2003년 코파 리베르타도레스 우승 팀인 보카 주니어스와 2003년 코파 수다메리카나 우승 팀인 시엔시아노가 맞붙었다.
보카 주니어스와 시엔시아노가 전반전, 후반전, 연장전까지 1-1 동점을 기록하면서 승부차기를 통해 승부가 결정되었다. 시엔시아노가 보카 주니어스를 승부차기 4-2로 누르고 우승을 차지했다.

## 경기
| 시엔시아노                              | 1–1 | 보카 주니어스                           |
| --------------------------------------- | --- | --------------------------------------- |
| 사라스 89′                              |     | 테베스 33′                              |
| 승부차기                                |     |                                         |
| 이바라 · 로바톤 · 포르티야 · 아카시에테 | 4–2 | 스치아비 · 테베스 · 팔레르모 · 바르가스 |

| 시엔시아노 | 보카 주니어스 |

| GK              | 1  | 오스카르 이바녜스 (c)  | 33′ |      |
| DF              | 15 | 알레산드로 모란        | 14′ | 60b′ |
| DF              | 2  | 산티아고 아카시에테    |     |      |
| DF              | 4  | 마누엘 아르볼레다      | 7′  |      |
| DF              | 13 | 히울리아노 포르티야    |     |      |
| MF              | 8  | 후안 카를로스 바살라르 |     |      |
| MF              | 14 | 후안 카를로스 라 로사  |     |      |
| MF              | 25 | 파올로 데 라 아사      |     |      |
| MF              | 10 | 루이스 다니엘 가마라   | 89′ |      |
| FW              | 7  | 미겔 모스토            | 33′ | 60a′ |
| FW              | 9  | 헤르만 카르티          |     | 73′  |
| 교체 선수:      |    |                        |     |      |
| FW              | 19 | 로드리고 사라스        |     | 60a′ |
| MF              | 20 | 카를로스 로바톤        |     | 60b′ |
| FW              | 11 | 세르히오 이바라        |     | 73′  |
| 감독:           |    |                        |     |      |
| 프레디 테르네로 |    |                        |     |      |

| GK                 | 1  | 로베르토 아본단시에리       |  |     |
| DF                 | 4  | 호세 마리아 칼보            |  |     |
| DF                 | 2  | 롤란도 스치아비             |  |     |
| DF                 | 13 | 크리스티안 트라베르소       |  |     |
| DF                 | 3  | 클라우디오 모렐 로드리게스  |  |     |
| MF                 | 8  | 디에고 카그나 (c)           |  |     |
| MF                 | 5  | 라울 알프레도 카시니        |  |     |
| MF                 | 11 | 파블로 레데스마             |  | 80′ |
| MF                 | 14 | 안드레스 구글리엘민피에트로 |  | 67′ |
| FW                 | 9  | 마르틴 팔레르모             |  |     |
| FW                 | 10 | 카를로스 테베스             |  |     |
| 교체 선수:         |    |                             |  |     |
| MF                 | 20 | 파비안 바르가스             |  | 67′ |
| DF                 | 6  | 아니발 마테얀               |  | 80′ |
| 감독:              |    |                             |  |     |
| 미겔 앙헬 브린디시 |    |                             |  |     |